# Desmochados
Desmochados è un centro abitato del Paraguay; si trova nel dipartimento di Ñeembucú, di cui forma uno dei 16 distretti. 

## Popolazione
Al censimento del 2002 Desmochados contava una popolazione urbana di 236 abitanti (1.613 nel distretto).

## Caratteristiche
Fondata nel 1904, la località si trova nella parte meridionale del paese, attorniata da paludi e zone umide. Ci si arriva dal capoluogo dipartimentale Pilar attraverso una strada sterrata lunga 40 km, in pessime condizioni quasi tutto l'anno; l'isolamento, unito alle alluvioni periodiche, ha impedito lo sviluppo del distretto, che ha vissuto una forte ondata di emigrazione specialmente verso l'Argentina.

## Economia
L'economia, giudicata da alcuni giornali paraguaiani come “economia di sopravvivenza”,, si basa quasi esclusivamente sull'allevamento.